# River Wey (Themse)
Der River Wey ist ein Fluss in der englischen Grafschaft (county) Surrey. Er ist eine Wasserstraße im Vereinigten Königreich und ein Nebenfluss der Themse.

## Verlauf
Der nördliche Quellfluss des River Wey (Wey North) entspringt bei Alton, Hampshire, sein südlicher (Wey South) bei Haslemere in den Surrey Hills. Beide Quellflüsse vereinigen sich bei Tilford und fließen von dort in östlicher und nordöstlicher Richtung. Der Fluss ist etwa 32 km von Godalming bis zur Einmündung in die Themse bei Weybridge, im Südwesten Londons gelegen, schiffbar.

## Wasserstraße
Verbesserungen der Schiffbarkeit des Flusses wurden von Sir Richard Weston unternommen und begannen im Jahr 1635. Die 25 km bis nach Guildford wurden auf der Basis eines Gesetzes des Jahres 1651 ausgebaut und die Arbeiten bis 1653 durchgeführt. Lastkähnen war es damit möglich, Waren nach London zu transportieren. Weitere Verbesserungen folgten nach dem Erlass eines anderen Gesetzes von 1671. Schließlich gestattete ein weiteres Gesetz aus dem Jahr 1760 die Schifffahrt bis ins ca. 7 km südlich gelegene Godalming. 
Der Basingstoke-Kanal und der River Wey and Arun Junction-Kanal wurden später ausgehoben, um einen Anschluss an die Wey-Schifffahrt zu erhalten. Von 1900 bis 1963 war der Wey im Besitz der Familie Stevens, die den Frachtverkehr auf dem Kanal abwickelte. Der Fluss wurde dann im Jahr 1964 der Organisation The National Trust anvertraut. Sie richtete ein Besucherzentrum in der Dapdune Wharf ein, einer ehemaligen Schiffswerft in Guildford. Die Godalming-Schifffahrt wurde dem Trust im Jahr 1968 zugewendet; der kommerzielle Schiffsverkehr auf dem Wey wurde im Jahr 1983 eingestellt, Ausflugsschiffe sowie Boote und Kanus verkehren jedoch auch weiterhin.

## Sehenswürdigkeiten
Die Städte Guildford, Godalming, Farnham und Haselmere sind durchaus reizvoll; daneben gibt es auch zahlreiche Dörfer.